# Dărăbani
Dărăbani è una città della Romania di 11 859 abitanti ubicata nel distretto di Botoșani, nella regione storica della Moldavia.
Fanno parte dell'area amministrativa della città anche le località di Bajura, Eșanca e Lișmănița.